# Forward Racing
A Forward Racing  a Kawasaki gyári csapatából kivált szatellit istálló, amely jelenleg a MotoGP-ben szerepel. Nevének japán jelentése hurrikán.
A csapat motorja a Kawasaki Ninja ZX-RR, egyetlen versenyzője pedig az olasz Marco Melandri.
A Kawasaki 2008 végén bejelentette, hogy 2009-ben már nem kíván indulni a gyorsaságimotoros-világbajnokságon, ám mivel Melandri folyamatosan jobban teljesít, mint ahogy azt előzetesen várták, a gyár fontolgatja a visszatérést a sorozatba.

## Külső hivatkozások
- A Hayate a MotoGP hivatalos weboldalán Archiválva 2020. szeptember 26-i dátummal a Wayback Machine-ben